# 王廷掄
王廷掄（？—？），字野思，號用我，直隶大名府长垣县人，明朝政治人物。

## 生平
天啓四年（1624年）甲子科举人，崇祯十三年（1640年）庚辰科进士，通政司观政，本年授山西洪洞知县。调利津县知县。